# Nikolaj Aksionov
Nikolaj Aleksandrovitj Aksionov (ryska: Николай Александрович Аксёнов), född den 8 juni 1970 i Sordavala i Ryska SFSR, är en rysk före detta roddare.
Han tog OS-brons i åtta med styrman i samband med de olympiska roddtävlingarna 1996 i Atlanta.